# Leyssard

Leyssard este o comună în departamentul Ain din estul Franței.